# Clastoptera arizonana
Clastoptera arizonana är en insektsart som beskrevs av Doering 1929. Clastoptera arizonana ingår i släktet Clastoptera och familjen Clastopteridae. Inga underarter finns listade i Catalogue of Life.